# Osmanský Alžír
Osmanský Alžír (arabsky الجزائر‎, Al-Jazâ'ir, počeštěle „al-Džazajr“, osmansky ایالت جزایر غرب‎‎), obecně Alžírsko (moderní název, který je nepřesný), je historické pojmenování severoafrického státního útvaru v době 16. až 19. století, vlastním názvem Regentství Alžír (arabsky دولة الجزائر, Dawlat al-Jazâ'ir) podle hlavního města Alžír (název „Alžírsko“ nebylo dosud známo, ani jako pojmenování severoafrické země). Regentství bylo původně provincií (bejlikem) Osmanské říše, od roku 1567 vazalským státen s vysokou mírou autonomie uznaného Osmanskou říší a nakonec (od roku 1710) samostatným státem (republikou) nezávislým na Osmanské říši. Rozkládal se na území dnešní Alžírské republiky mezi osmanským regentstvím Tuniska na východě a sultanátem Maroko (od 1553) na západě. Alžírské regentství vzniklo po osmanské invazi v roce 1516, kdy bylo založeno korzárem Arujem Barbarossou. Zaniklo roku 1830, kdy bylo vojensky vyvráceno bourbonskou Francií a následně přeměněno na francouzskou kolonii Francouzské Alžírsko, která následně existovala až do roku 1962.

## Forma vlády
Regentství Alžír bylo po většinu času monarchií (sultanátem, bejlikem, poté pašalikem) a osmanskou provincií s proměnlivou formou vládnutí a autonomií k říši.
- sultanát (1516–1518) – vládl Aruj Barbarossa jako sultán
- bajlerbejlik (1518–1587) – administrativní celek větší rozlohy v Osmanské říši
- pašalik (1587–1659) – guvernérství Osmanské říše
- vojenská republika (1659–1830) – de facto nezávislý stát

## Galerie

Mapy
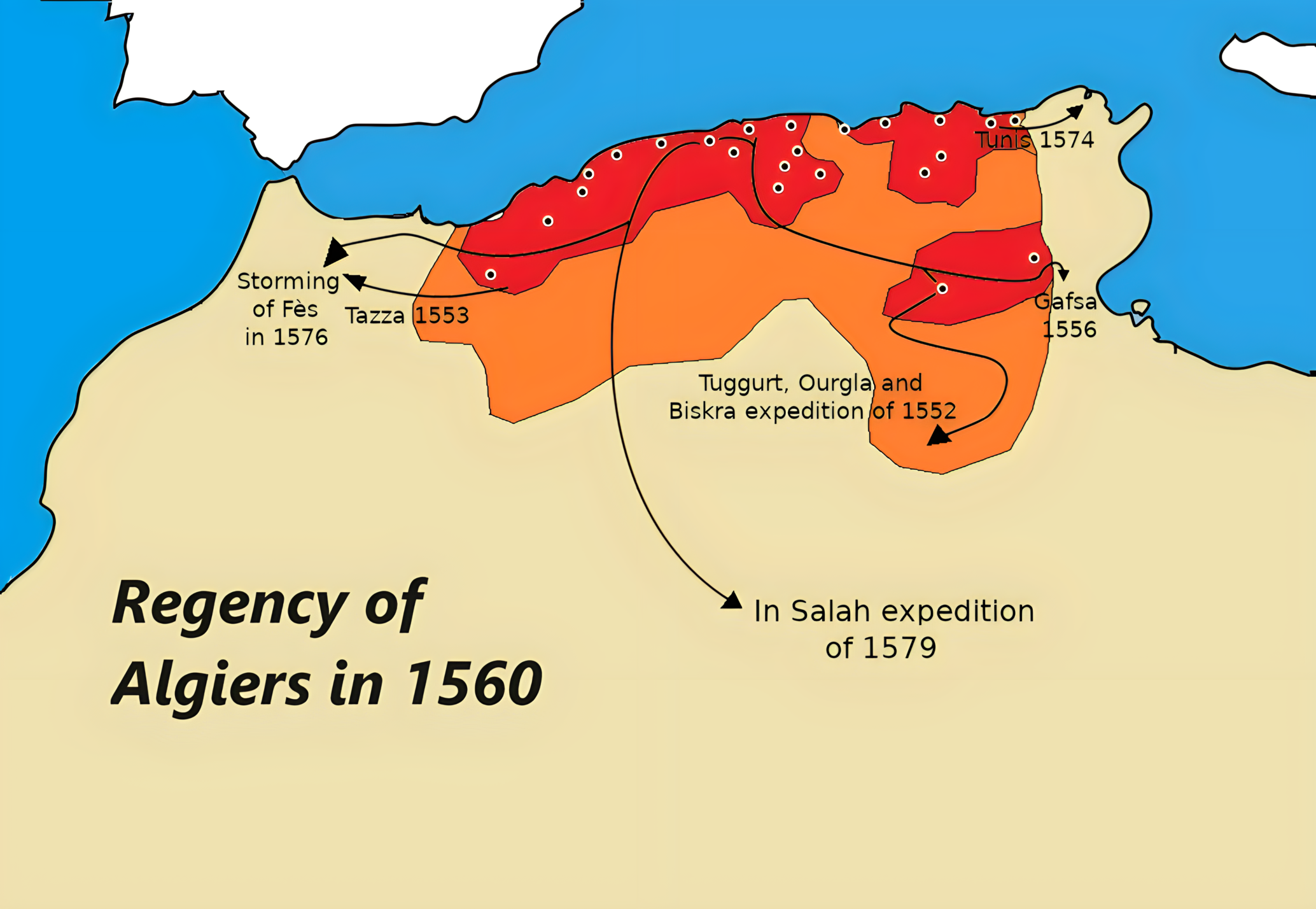
Alžírské regentství roku 1560
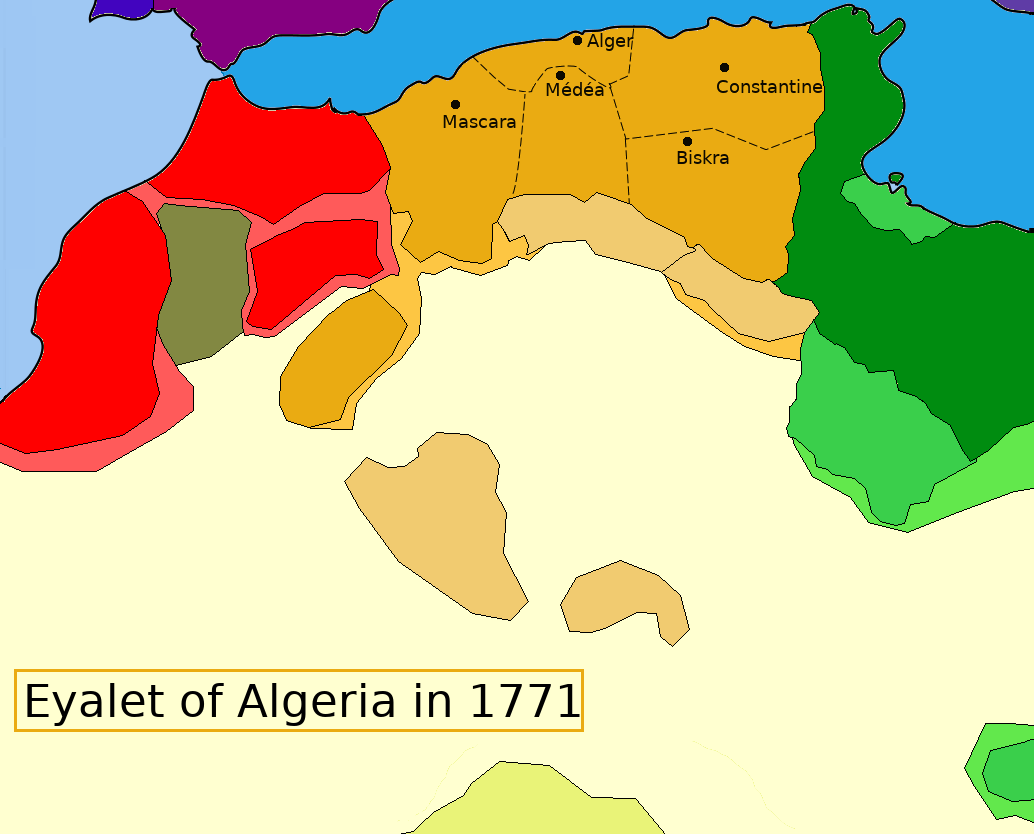
Alžírské regentství 1771

## Symboly

### Státní
Arabské i francouzské zdroje se shodují na tom, že vlajka regentství byla červeno-zeleno-žlutá trikolóra, a to již od počátku existence státu, který byl založen Arujem Barbarossou, osmanským korzárem.

Vlajka
do roku 1830
do roku 1830
vlajka v osmanském atlasu z roku 1551
prapor vládce Alžíru

Znak
znak z první pol. 19. století
malý znak (1630–1830)
velký znak (do roku 1830)

### Ostatní

Vojenské, obchodní a námořní prapory
prapor vládce 18. stol. dle J. Beaumonta (1705)
alžírští janičáři, pozemní síly 19. století
alžírští janičáři, pozemní síly 19. století
obchodní prapor 16.–18. století
obchodní prapor 16.–1830
obchodní prapor 16.–18. století
obchodní prapor 16.–18. století
námořní prapor 16.–18. století
námořní prapor 18.–19. století
námořní prapor 17.–18. století

### Alžírští korzáři

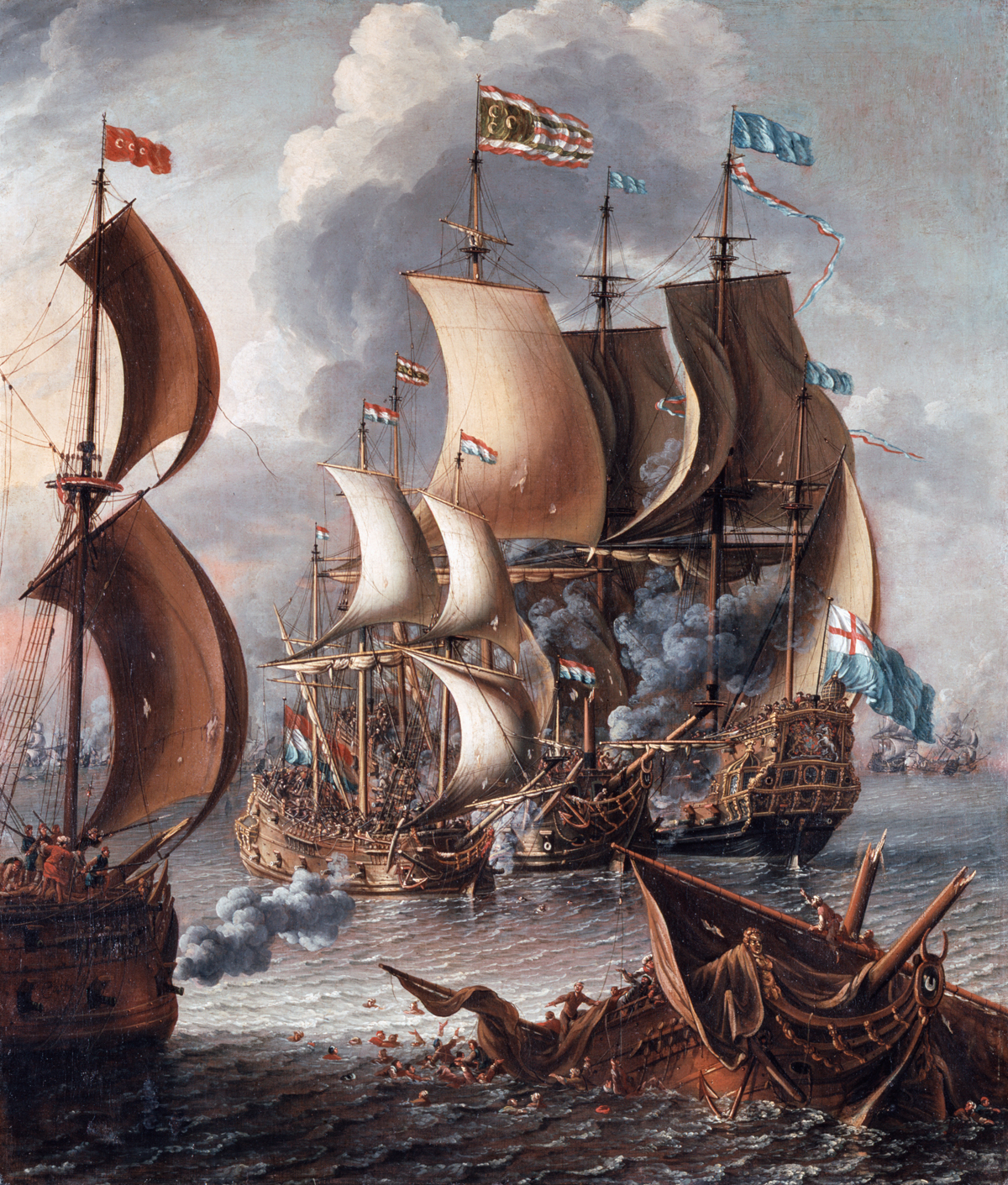
Námořní bitva s alžírskými korzáry, L. a Castro

Kozáři byli osmanského, alžírského i maghrebského původu, pocházeli tedy z různých zemí Severozápadní Afriky.

Prapory alžírských korzárů
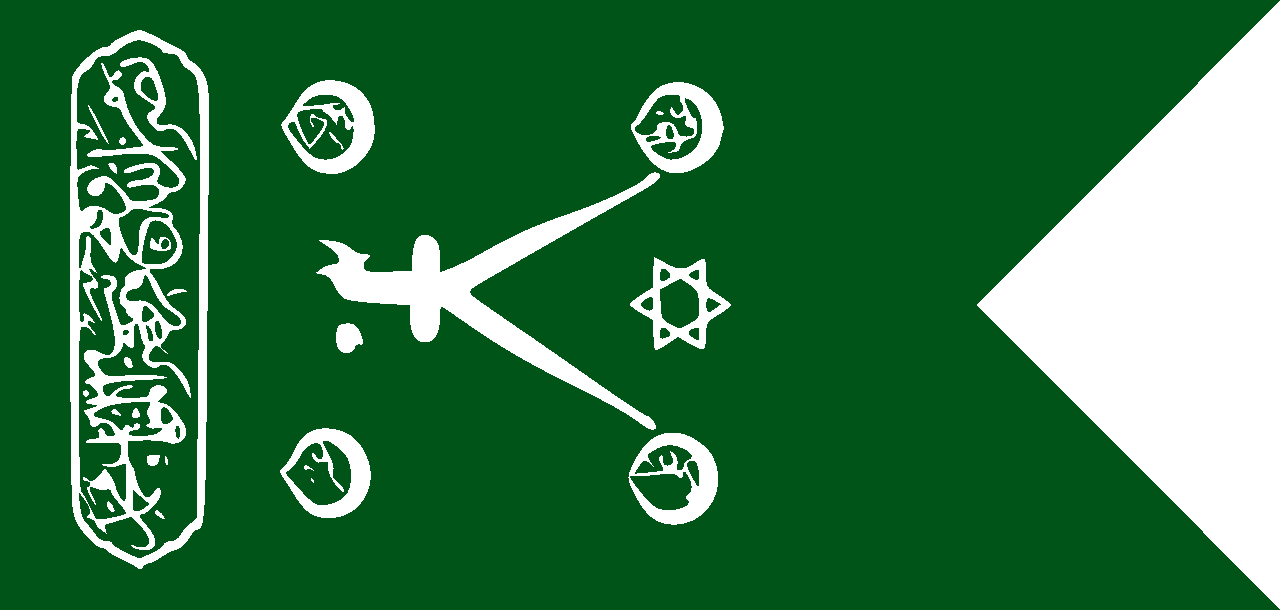
1516–1546 (Chajruddín Barbarossa)
16.–19. století
16.–19. století
16.–19. století
16.–19. století